# 江渡万里彩
江渡 万里彩（えと まりあ、1993年3月17日 - ）は、日本の女性タレント・元アイドル。千葉県出身。フリーランス。
元「アイドリング!!!」の創設メンバー。

## 概要
松竹芸能に所属していたが2014年3月退社。退社後LeadOne promotion（リードワンプロモーション）に所属していたが2017年9月退社。一時的に「memories of you」の8teenzで活動もしていた。
2021年11月より、ライブ配信アプリPocochaにて｢江渡まりあ｣名義にて本格的に配信開始するも、同年末ごろから配信は休止中。その後は元アイドリング!!!メンバーのインスタグラムのLIVE配信などのゲストとしてたびたび出演して、芸能活動を継続している。

## 人物
- 強い近視で、『アイドリング!!!』には眼鏡を掛けて出演していた。しかし本人は人一倍容貌を気にし、番組外では外すことも多かった。実年齢より背伸びした大人びたファッションを好んでいた。愛読している雑誌はan・an。加藤沙耶香などからは年相応の洋服をコーディネートしてあげたいと言われたこともある。
- ディズニーマニアである。家には多数のディズニーグッズを所有しているほか、アイドリング!!!の番組内でディズニーの知識を披露した。ただ実際は、オリエンタルランドを含めてディズニーリゾートが一番好きとのこと。所属事務所の公式プロフィールでは「趣味・特技:ディズニーグッズ収集」となっている。
- メロン（特にマスクメロン）が好きで、それさえあれば生きていけると発言した。サーティワンアイスクリームでは、マスクメロン味しか食べたことがないらしい。
- 5人兄妹の3番目である。家族構成は両親、長女(姉)、長男(兄)、次女(本人)、次男(弟)、三女(妹)の7人家族。
- プロ野球の千葉ロッテマリーンズのファンであったが、カープ女子が流行りだした頃からは、広島カープファンに転向した。また、野球やサッカー等のスポーツを観戦する。
- アイドリング!!!の先輩グループであるおニャン子クラブの会員番号4(江渡は4号)であった新田恵利とは誕生日も同じ。
- 2014年3月15日、所属する松竹芸能の退社を自身のブログで発表。その後、昼間は医療機関で働いていると2015年7月14日放送の卒業生企画で語った。

### エピソード
- 2008年8月31日放送のサブトレ@deepでは自転車に乗って日本橋蛎殻町からJR秋葉原駅電気街口前までブドウを運んだ。これは当日行われた日本テレビの24時間テレビ31のパロディーで、番組サブタイトルは「29分間テレビ 愛ドルは地球を救う」であった。本家のマラソンのランナーが名前の似たエド・はるみだったことからの起用で、日本橋ブドウチャリマラソン→日本武道館チャリティーマラソン（ニホンブドウカンチャリティーマラソン）という駄洒落の企画であった。
- モバゲータウンに有名人として登録されている。
- 2009年4月19日に阿佐ヶ谷LoftAで行われた滝口ミラ単独ライブ「ミラっちょのお一人様ライブぱーと3」二部にゲスト出演した。
- 2009年のM-1グランプリには、滝口ミラと組んだコンビ『ミラマリア』で出場、江渡はツッコミ役を担当した。

### アイドリング!!!関係
- イメージフラワーは「マーガレット」であった。
- アイドリング!!!が初めての芸能活動であり、バラエティー色の強い番組の中にあって「いつも真面目」というスタンスを貫いた。初期の名物でもあったドッキリ企画で騙された際も号泣し「そんなドッキリはいけません!｣[3] と言ったり、「テレビの作り方」を理解してきた後半は不甲斐ないキャラクタである滝口ミラを本番中に叱責した。卒業特番では「本気で怒り、本気で泣いた」と評された。
- 番組開始当初、最年少そしてメガネキャラということもあり、その点を升野英知からいじられることが多かった。
- 話し方に特徴があり、他のメンバーからはよく「◯◯さん」を「◯◯しゃん」「です」を「でしゅ」と真似されていた。
- 番組内で「おばあちゃんが中国人で自分はクォーター」と発言した。
- 番組企画「アイドリング!!!大相撲」ではテレビを忘れたかのようなひたむきさを見せ3回の優勝を誇ったが、2期生代表の朝日奈央にあっさりと敗れてしまう。その後自身の卒業企画で朝日と最終決戦を行い同体取り直しの末、勝利を挙げた。
- 2本指をかざして「イケメン大好き 江渡万里彩です!」と言う、自己紹介時の持ちネタがあった。過剰に異性を意識し、升野から「まりあ」と呼ばれると「初カレ（初めての彼氏）」が出来た時の新鮮さが無くなると怒った。
- 滝口ミラとは犬猿の仲だったが後にネタにする仲となった。卒業後には、お笑いコンビ「ミラマリア」を結成している。
- 2007年8月24日渋谷DUOで行われたアイドリング!!!ライブ内で滝口ミラとユニット「イケメン大好きーズ」を組み、升野作によるコント「情熱2007」を披露。当初升野はオーソドックスな漫才を作ったがツッコミ役の江渡が敬語になってしまいキレがなかったため急遽コントに作り直された。猛練習の成果もあり会場の反応は上々、2人で涙を浮かべた。
- 「お願い!ファン様!!!」等でよく年少の良さをアピールし、その度に昭和組（加藤沙耶香、小泉瑠美[4] 、遠藤舞の3人）から睨まれるというお約束があった。
- フジテレビでは2009年2月12日、フジテレビ721・739では2009年2月16日に放送された「アイドリング!!!日記」で加藤沙耶香、滝口ミラ、ミシェル未来と共にアイドリング!!!を卒業することが発表され、同年3月18日をもってグループを離れた。
- 番組の裏事情として、唯一メガネキャラということもあり、メガネ着用が番組出演の必須条件だったと語っていた。他番組に出演する際にもこれは守られ、他局である日本テレビのAKBINGO!に出演し、メガネのまま粉まみれになった時も、「メガネが無いと映してもらえないんで」と、メガネ着用にこだわった[5]。また卒業後、M-1グランプリに『ミラマリア』で出場する時も、滝口の必死の説得に応じて、メガネで舞台に立った[6]。
- 「コンタクトにしようか」とも番組内で言っていたが、最後までメガネキャラだった。
- グループ公式では終焉となる同窓会企画『バカリズム特番』(2020年）に参加[7]。

## 作品

### 映像作品
- ピュア・スマイル 江渡万里彩（2009年3月27日、竹書房）
- SUPER FINE GIRL（2010年1月22日、イーネット・フロンティア）

## 出演

### テレビ
- アイドリング!!!（2006年10月 - 2009年3月、フジテレビ721・739・CSHD）
- アイドリング!!!日記（2007年1月 - 2009年3月、フジテレビ、フジテレビ721・739）
- ミュードラ（ミュージック+ドラマ）「愛すべき人」（2007年6月 - 12月、フジテレビ721・739） - 女子高生 役
- サブトレ@deep（2008年8月31日、tvk）
- イツザイ（2009年4月11日・18日、テレビ東京）
- News!371〜アイドル（2009年5月2日、エンタ!371）
- アメリカザリガニのアイドル★チェキ!II（2009年5月18日、GyaOジョッキー） - ゲスト出演
- 江渡万里彩の何でも?!BEST ANSWER!!（2009年6月4日 - 2010年6月24日、ニコニコ動画アイパイ★ちゃんねる） - メインパーソナリティー
- 次世代アイドル調査隊 IDOL×HUNTER（2009年9月1日、エンタ!371）
- これがアタシの生きる道（2009年10月24日、フジテレビ） - 受講生
- プロモる〜む（2010年2月10日、スカパー!プロモ、e2プロモ）
- ツボ娘（2010年4月28日、TBS）
- ミラマリアッチ（2010年9月3日-、Pigoo HD・エンタ!371） - MC
- 会社見学!スクープを探せ!（2010年9月23日、テレビ東京） - リポーター
- 熱血BO-SO TV（2010年11月20日、2011年6月18日以降毎週、チバテレビ）
- Cafe du Cinema（2011年10月1日 - 、石川テレビ） - リポーター
- バカリズム特番（2020年10月12日・30日、フジテレビONE）

### 配信テレビ
- かとさやは江渡の騎手(ジョッキー)（2020年1月～2022年3月 、ニコジョッキー）

※出演終了後は番組名が変更されている

### ラジオ
- DJ Tomoaki's Radio Show!（2009年4月23日・5月28日・6月25日・2011年5月12日、下北FM） - アシスタントMC
- ミラマリアのNatural Radio（HiBiKi Radio Station）
- West East Idol Broadcast Station （HiBiKi Radio Station）

### 携帯サイト
- アイドルがイッパイ（アイパイ）

## 書籍

### 写真集
- オ・ト・ナ?!（2009年2月25日、彩文館出版）